# Шамова, Ольга Валерьевна
О́льга Вале́рьевна Ша́мова (род. 15 августа 1964) — российский учёный, молекулярный биолог, иммунолог, член-корреспондент РАН (2019).
С 1987 года работает в Институте экспериментальной медицины, в настоящее время — заведующая лабораторией дизайна и синтеза биологически активных пептидов, заместитель директора по науке.
Ведёт педагогическую деятельность: профессор кафедры биохимии биологического факультета Санкт-Петербургского государственного университета.

## Научная деятельность
Специалист в области исследования молекулярно-клеточных механизмов функционирования системы врождённого иммунитета.
Автор более 200 научных работ, 3 патентов.
Основные направления исследований:
- разработаны прототипы новых антибиотических или иммуномодулирующих лекарственных препаратов на основе молекулярных факторов врожденного иммунитета — антимикробных пептидов;
- открыто четырнадцать новых антимикробных пептидов разных структурных классов в лейкоцитах животных (бактенецины, аципенсины и др.); исследованы молекулярные механизмы их действия на бактериальные и эукариотические клетки, показана перспективность применения этих соединений в качестве прототипов новых лекарственных средств для борьбы с инфекционными заболеваниями;
- впервые установлено, что исследуемые пептиды не только антимикробные, но и полифункциональные молекулы; для ряда пептидов показана возможность их участия во взаимодействии иммунной и нейроэндокринной систем, стресс-протективная активность, ранозаживляющая активность, некоторые пептиды обладают противоопухолевыми свойствами;
- совместно с сотрудниками Института химии силикатов имени И. В. Гребенщикова РАН созданы инновационные антибиотические наноструктурные конвергентные соединения на основе антимикробных полипептидов и наночастиц металлов.